# Anthony Giacchino
Anthony Giacchino (* 1969 in Edgewater Park, New Jersey) ist ein US-amerikanischer Dokumentarfilmer und Filmproduzent.

## Leben
Anthony Giacchino studierte von 1988 bis 1992 an der Villanova University Deutsch und Geschichte. Sein Studium schloss er mit einem Bachelor ab. Ab 1994 arbeitete er als unabhängiger Dokumentarfilmer in Dresden, wo er die Dokumentation Time Bomb drehte, die den Umgang der Deutschen mit der Bombardierung Dresdens zum Thema hatte. Diese erschien jedoch erst 2010. Anschließend arbeitete er für den History Channel und drehte Dokumentationen für die Sendereihen HistoryCENTER, Hardcover History' und History vs. Hollywood.
2007 erschien seine erste Langfilm-Dokumentation The Camden 28 für die PBS-Serie P.O.V., für die er eine Nominierung für den Writers Guild of America Award erhielt. 2008 gewann er einen Emmy für die Dokumentation Great Moments from the Campaign Trail.
Sein Kurzfilm Colette wurde bei der Oscarverleihung 2021 als Bester Dokumentar-Kurzfilm ausgezeichnet.

## Privatleben
Anthony Giacchino ist der jüngere Bruder des Filmkomponisten Michael Giacchino.

## Filmografie
- 2007: The Camden 28
- 2008: Beltway Unbuckled
- 2008: Great Moments from the Campaign Trail
- 2009: The Kennedy Assassination: 24 Hours After
- 2010: Time Bombardierung
- 2011: Mission: Impossible Ghost Protocol Special Feature – Soaring in Dubai
- 2013: Star Trek: Secrets of the Universe
- 2013: Lee Harvey Oswald: 48 Hours to Live
- 2016: The Giant’s Dream: The Making of the Iron Giant
- 2020: Colette (Kurzfilm)